# A caverna das ideias
A caverna das ideias é uma das obras mais relevantes do escritor espanhol, nascido em Havana (1959), José Carlos Somoza. Foi publicada pela primeira vez no ano 2000. O título faz referência ao mito da caverna e à teoria das Ideias, pilares da filosofia platônica.

## Trama
A obra combina duas histórias aparentemente diferentes: a primeira é um romance grego antigo publicado em Atenas logo após a Guerra do Peloponeso e a segunda está contida nas notas de rodapé de um tradutor moderno. No romance antigo (denominado A caverna das ideias) descobre-se o cadáver de um efebo chamado Trâmaco aos pés do Licabeto, supostamente morto por lobos. Seu tutor da Academia, Diágoras, contrata um «Decifrador de Enigmas» (um detetive chamado Heracles Póntor) para descobrir o que provocou a morte de Trâmaco. À medida que Diágoras e Héracles investigam sobre o caso, mais jovens da Academia vão sendo assassinados. Sua investigação leva-lhes por toda Atenas, desde cultos mistéricos até um simpósio de Platão.

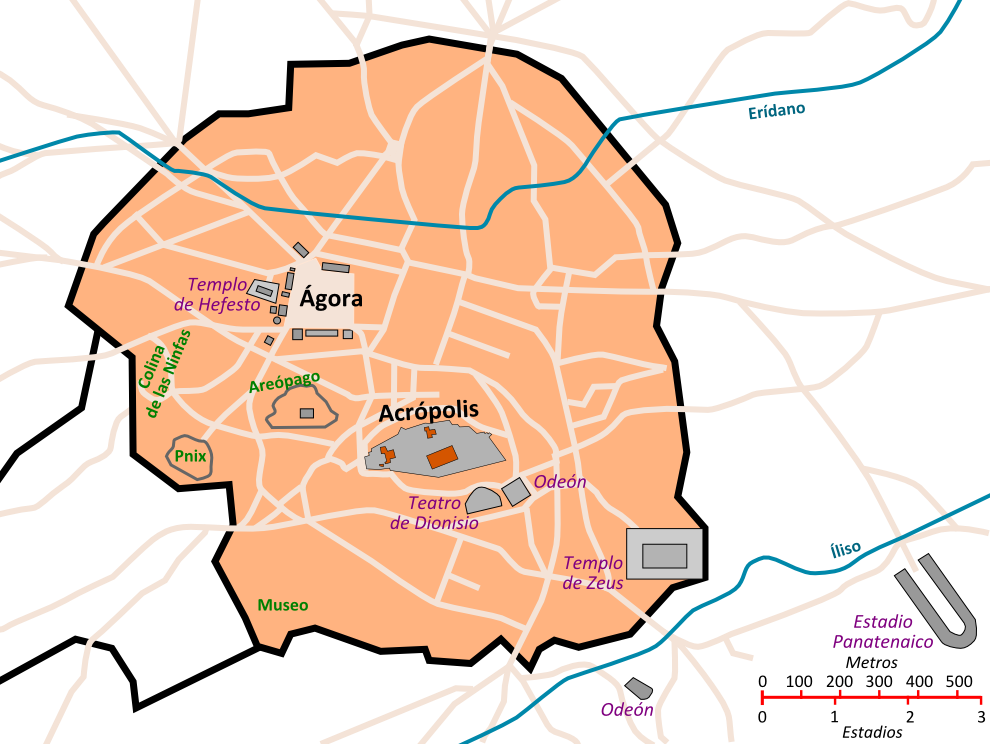
Antiga Atenas, cidade na qual a a história da obra se desenvolve.

Entretanto, o tradutor (cujo nome nunca é mencionado) comenta a obra com frequência, principalmente os aspectos que, segundo ele, são exemplos de uma antiga figura literária (fictícia) chamada de eidese. A «eidese» é, supostamente, a prática de repetir palavras ou frases que evoquem uma imagem particular, diferente da história narrada, na mente do leitor, uma espécie de esteganografía literária. O tradutor não demora em descobrir que o segredo «eidético» são os doze trabalhos de Hércules, um para cada um dos doze capítulos da narrativa. O tradutor começa a se obcecar com este aspecto do romance, até o ponto de ver-se a si mesmo descrito na obra.
Na metade da narrativa, o tradutor é sequestrado e forçado a continuar a tradução numa cela. Seu sequestrador acaba sendo Montalo, cuja edição de A caverna das ideias é a única cópia que se conserva da obra. Ele também se obcecou com o romance, esperando encontrar uma prova da teoria platônica das Ideias. Segundo ele, se um texto eidético como A caverna consegue provocar as mesmas ideias em cada leitor constituiria uma prova de que as ideias têm uma realidade independente. No entanto, Montalo terminou a tradução para meramente descobrir que o livro provava o contrário: que a sua realidade (e a do tradutor) não existem. Quando o tradutor termina seu trabalho descobre o mesmo: que eles não são mais que personagens de A caverna das ideias, uma obra escrita por Filotexto de Quersoneso, um colega de Platão, numa tentativa de incorporar a teoria platônica do conhecimento e, ao mesmo tempo, criticar o estilo de vida dos filósofos da Academia.

### Singularidade da história
A obra começa apresentando duas histórias em princípio separadas no espaço e o tempo, mas que se entrelaçam de maneira cada vez mais evidente de acordo com a progressão da narrativa, até que a última nota do tradutor e o epílogo dão as pistas finais e revelam que a história é, na verdade, uma só. Tal fato é, de certa forma, adiantado ao se incluir, no começo do relato, um fragmento da Carta VII de Platão. Na metade da obra, o simpósio no qual participam Platão, Crântor, Filotexto, entre outros, tem a função principal de revelar a proposta teórica da gênese da obra, ainda que de maneira ambígua e encoberta. Finalmente, o epílogo revela diretamente e sem necessidade de interpretação mediadora o sentido dos dois elementos anteriores e do texto em seu conjunto.

## Personagens

### Na novela antiga
- Héracles Póntor– «Decifrador de Enigmas» cujo nome e rasgos físicos têm certa semelhança com o detective Hercule Poirot.
- Trâmaco – Jovem estudante da Academia cujo corpo mutilado é achado no Licabeto.
- Étis – Mãe de Trâmaco, com a que Héracles Pontor teve um pequeno romance em sua juventude.
- Diágoras de Medonte – Professor de Filosofia da Academia, que contrata Heracles Póntor para resolver o caso da morte enigmática de Trâmaco.
- Iasintra – Hetaira de Pireu.
- Pônsica – Escrava de Héracles Póntor que, por ter sido desfigurada em sua juventude, sempre usa uma máscara.
- Eunío e Antiso – Colegas de turma de Trâmaco na Academia.
- Crântor de Póntor – Filósofo errante que recusa a racionalidade de Platão.
- Menecmo – Escultor, escritor de teatro e ator.
- Platão – O filósofo mais reputado da Academia.

### Nas notas de rodapé
- O tradutor – Um personagem cujo verdadeiro nome nunca é mencionado e que só é conhecido através de suas notas de rodapé na tradução de A caverna das ideias.[2]
- Helena – Parceira do tradutor que identifica corretamente a primeira mensagem de caráter eidético.
- Montalo – O erudito que compilou e anotou pela primeira vez os papiros de A caverna das ideias.